# 李範 (唐朝)
李範（686年—726年5月25日），唐朝皇子，本名李隆範，唐睿宗第四子，唐玄宗李隆基之弟。

## 生平
史书未載生年，从其妹李華婉的《代國長公主碑》推算当在686年。
其父唐睿宗第一次當皇帝时，封鄭王，改封衛王。後父亲在690年讓位給祖母武则天。長寿二年（693年），祖母改封他為巴陵郡王。長安初年，官居尚食奉御。
神龙元年（705年），張柬之、崔玄暐發動神龍革命，尊武后為太上皇，唐中宗正式重祚，迁李隆範為太府员外少卿，加赐实封二百户，通前五百户。景龙二年（708年），兼陇州别驾、銀青光禄大夫。
唐隆元年（710年），李隆基、太平公主迎立唐睿宗復辟，隆範进封岐王，加实封五百户，拜太常卿，兼左羽林大将军。
唐玄宗即位後，發動先天政變，賜死太平公主，诛杀萧至忠、窦怀貞等，李隆範因功，加頂封满五千户。開元初年，任太子少师、带本官，历絳、鄭、岐三州刺史。八年（720年），遷太子太傅。他常與阎朝隐、劉庭琦、張諤、陳繇等人題詩唱和。
开元十四年（726年）四月十九，李範薨逝，冊赠惠文太子，陪葬桥陵，有一子李瑾暴卒。后以薛王李業之子李珍嗣岐王。

## 家庭

### 生母
- 崔孺人，孺人是亲王妾室的名号，或与鄎國公主的母亲崔贵妃为同一人。洛阳发现崔孺人和唐孺人的墓地，崔孺人墓志已失，只有墓志盖“唐安国相王孺人清河崔氏墓志铭”留存，无法确定此崔孺人是否为惠文太子李範的母亲。长寿二年正月二日，崔孺人与唐孺人、刘皇后、窦德妃同日遇害。

### 妻妾
- 王氏，永昌郡主生母

### 子女
- 李瑾，唐朝太仆卿、河东郡王[2][3]
- 李珍，李范弟弟薛王李业之子，唐朝、银青光禄大夫、宗正员外卿
- 永昌郡主，嫁朝议郎、太子率更令、赐绯鱼带张浑

## 延伸阅读
[在维基数据编辑]
 《舊唐書/卷95》，出自刘昫《舊唐書》
 《新唐書·卷081》，出自《新唐書》